# Acer argutum
Acer argutum là một loài thực vật có hoa trong họ Bồ hòn. Loài này được Maxim. ex Miq. mô tả khoa học đầu tiên năm 1867.